# ドラッケンシュタイン
ドラッケンシュタイン (ドイツ語: Drackenstein) は、ドイツ連邦共和国バーデン＝ヴュルテンベルク州シュトゥットガルト行政管区のゲッピンゲン郡に属す町村（以下、本項では便宜上「町」と記述する）である。人口約420人のこの町は、レギオン・シュトゥットガルト（シュトゥットガルト地方）で最も小さな町である。

## 地理

### 位置

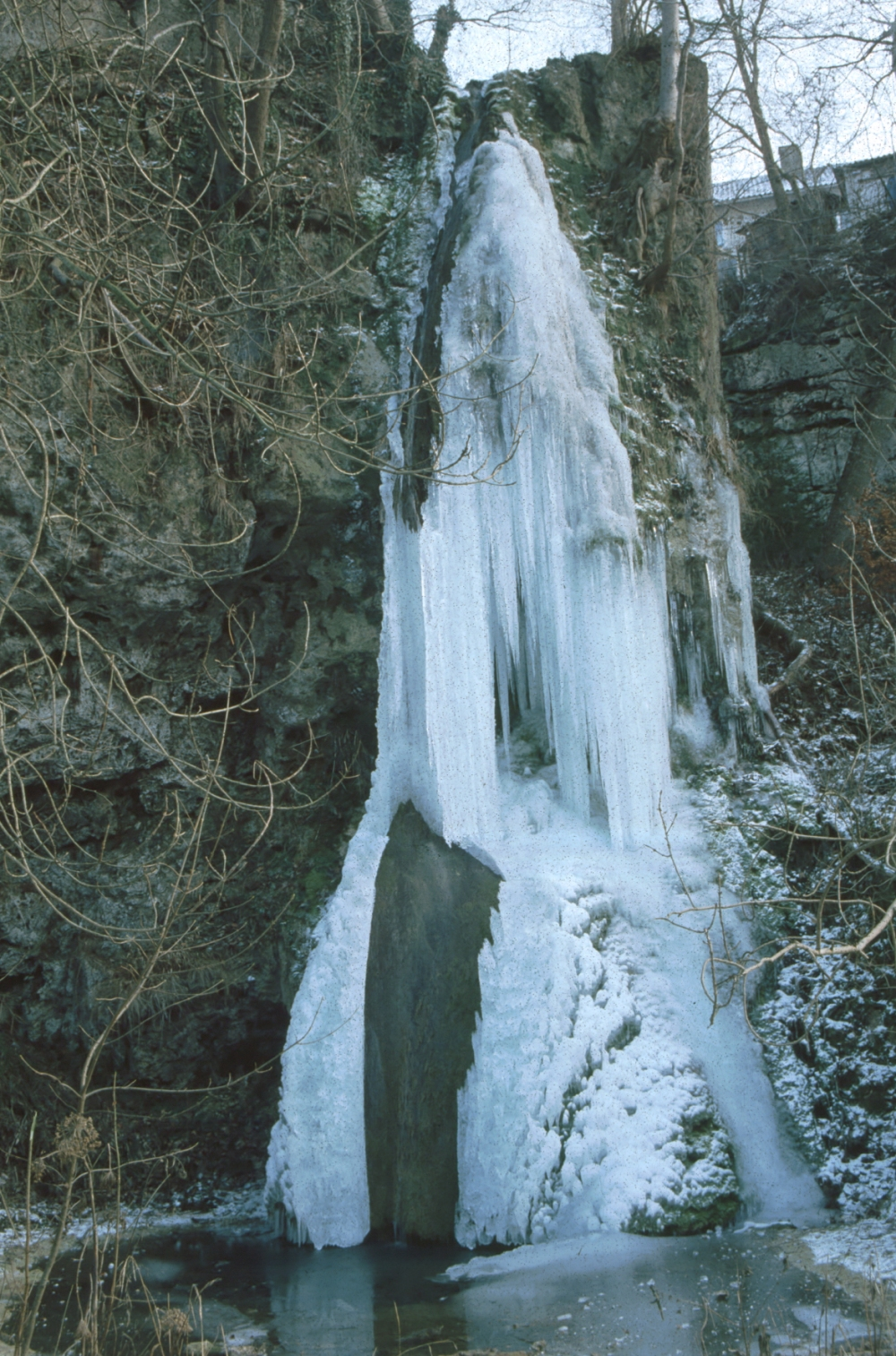
ゴス川の滝

ドラッケンシュタインは、郡庁所在都市のゲッピンゲンから約 25 km の、ゴスバッハタールとシュヴェービッシュ・アルプとの高台との間の斜面に位置している。深く切れ込んだゴスバッハタールの斜面からはシュヴェービシェ・アルプの石灰層から多くのカルスト泉が湧出している。ゴス川は化学的に溶け出した石灰で満たされている。ゴス川は、ウンタードラッケンシュタイン地区の高台にある「シュロスブッケル」地域の主水源から、幅 20 m の石灰凝灰岩の段丘を急流となって流れ、その端から落差約 20 m の滝となって谷に落下する。この段丘上には教会、墓地、数軒の家が建っている。ゴス川は現在その下を暗渠となって流れている。滝は何世紀もの間に堆積した、分厚くほとんどが苔むした石灰凝灰岩の上を流れる（自然文化財）。分厚い石灰凝灰岩の段丘には多くの洞窟がある。これは地質学的には普通のことであるが、中には教会とともに神聖な場所とされる「マリエングロッテ」（マリアの洞窟）もある。シュヴェービシェ・アルプの高台では、かつて水は貴重品であった。このため、ウンタードラッケンシュタインにはオーバードラッケンシュタインに水を汲み上げる水槌ポンプがあった。20世紀にボーデン湖の水が供給されるようになり、この問題は過去のものとなった。
向かいに位置するドラッケンシュタイナー・ハングをシュトゥットガルト方面に向かう連邦アウトバーン8号線が通っている。ここには「ドラヘンロッホ」（直訳: ドラゴンの洞窟）という洞窟があったが、アウトバーン建設の際に埋められた。この町の名前はドラヘンロッホにまつわる伝説に由来すると考えられている。

### 隣接する市町村
この町は、北はバート・ディッツェンバッハ、南東はアルプ＝ドナウ郡のメルクリンゲン、南西はホーエンシュタット、西はヴィーゼンシュタイクおよびミュールハウゼン・イム・テーレと境を接している。

### 自治体の構成
自治体ドラッケンシュタインには、首邑のオーバードラッケンシュタインと小集落ウンタードラッケンシュタインおよびケレスホーフ農場が含まれる。

### 土地利用
| 用途                 | 面積 (ha) | 占有率 (%) |
| -------------------- | --------- | ---------- |
| 住宅地               | 9         | 1.6        |
| 商工業地             | 4         | 0.6        |
| レクリエーション用地 | 1         | 0.2        |
| その他市街地         | 13        | 2.2        |
| 交通用地             | 32        | 5.6        |
| 農業用地             | 368       | 64.8       |
| 森林                 | 136       | 24.0       |
| 水域                 | 1         | 0.1        |
| その他               | 4         | 0.7        |
| 合計                 | 568       | 100        |

2022年現在の州統計局のデータに基づく。

## 歴史

### 最初の記録から中世末まで
ドラッケンシュタインは、ツヴィーフェルテン修道院の年代記に1137年に初めて記録されている。中世のこの集落はシュヴァーベン公領で、ヘルフェンシュタイン伯の勢力下にあった。中世後期の地元領主はヴェスターナハ家であったが、その後ヴェスターシュテッテン家に移った。ヴェスターシュテッテン家は14世紀には多くの分家に分かれ、その中に1343年からヴェスターナハ＝ドラッケンシュタイン家もあった。

### 近世から神聖ローマ帝国消滅まで
1589年にアイテル・フリッツ・フォン・ヴェスターシュテッテンがドラッケンシュタインの村と城をレヒベルク家のカスパー・ベルンハルト男爵に売却した。彼は同じ年にこの土地をヘルフェンシュタイン伯ルドルフに転売した。これによりこの村はヴィーゼンシュタイクと運命を共にすることとなり、1627年にヘルフェンシュタイン家が断絶すると、2/3がバイエルン選帝侯領に、1/3がフュルステンベルク侯領になった。その後1752年にバイエルン選帝侯がヴィーゼンシュタイクの所領の全域を獲得した。この状態は神聖ローマ帝国消滅まで続いた。

### 19世紀から20世紀
ドラッケンシュタインは1806年に陪臣化によりヴュルテンベルク王国領となった。当初はオーバーアムト・ヴィーゼンシュタイクに属したが、3年後にオーバーアムト・ガイスリンゲンに変更された。ナチ時代のヴュルテンベルクの行政改革によってドラッケンシュタインはゲッピンゲン郡の一部となった。第二次世界大戦後この街はアメリカ占領地区の一部となり、新たに設けられたヴュルテンベルク＝バーデン州に編入された。この州は1952年に現在のバーデン＝ヴュルテンベルク州に再編された。

## 住民

### 宗教
この町は伝統的にカトリックが優勢である。ウンタードラッケンシュタインにはカトリックの聖ミヒャエルス教会が墓地と共にある。オーバードラッケンシュタインには、やはりカトリックの聖マリア礼拝堂がある。この町は、ロッテンブルク＝シュトゥットガルト司教区ゲッピンゲン＝ガイスリンゲン首席司祭区のデッギンゲン＝バート・ディッツェンバッハ司牧会に属している。近代になるまでドラッケンシュタインにはプロテスタント信者がわずかしかいなかったため、福音主義の礼拝施設は存在しない。

### 人口推移
出典: 1970年以降のデータは、バーデン＝ヴュルテンベルク州統計局のデータによる。
| 時点           | 人口（人） |
| -------------- | ---------- |
| 1837年         | 257        |
| 1907年         | 252        |
| 1939年05月17日 | 305        |
| 1950年09月13日 | 417        |
| 1970年05月27日 | 310        |
| 1983年12月31日 | 346        |
| 1987年05月25日 | 338        |
| 1991年12月31日 | 402        |
| 1995年12月31日 | 425        |
| 2000年12月31日 | 432        |
| 2005年12月31日 | 431        |
| 2010年12月31日 | 437        |
| 2015年12月31日 | 408        |
| 2020年12月31日 | 443        |

## 行政

### 行政連合
この町は、グリュービンゲン、ホーエンシュタット、ミュールハウゼン・イム・テーレ、ヴィーゼンシュタイクとともに1972年からオーベレス・フィルスタール自治体行政連合を形成している。

ドラッケンシュタインの幟旗

### 議会
ドラッケンシュタインの町議会は8人の議員からなる。町議会はこれらの選出たれた名誉職の議員と、議長を務める町長とで構成される。町長は町議会において投票権を有している。

### 首長
2019年にローラント・ラングが名誉職の町長に選出された。彼は、2010年までヴィーゼンシュタイン区の市長でもあったクラウス＝ディーター・アーペルト（無所属）の後任であった、この町は人口が500人未満であるため専任の町長を有していない。その前任者のヘルベルト・ゲルバー (CDU) は、ヴィーゼンシュタイク市長とドラッケンシュタイン町長を兼ねて、バーデン＝ヴュルテンベルク州で最も長い42年の任期を務めた。

### 紋章
図柄: 金地。緑の三峰の山の上に火を噴く赤いドラゴン。
地名に由来するこの紋章は、1959年にシュトゥットガルトの文書官庁によって提案され、赤-黄の旗とともに同年12月15日に内務省の認可を得た。

## 経済と社会資本

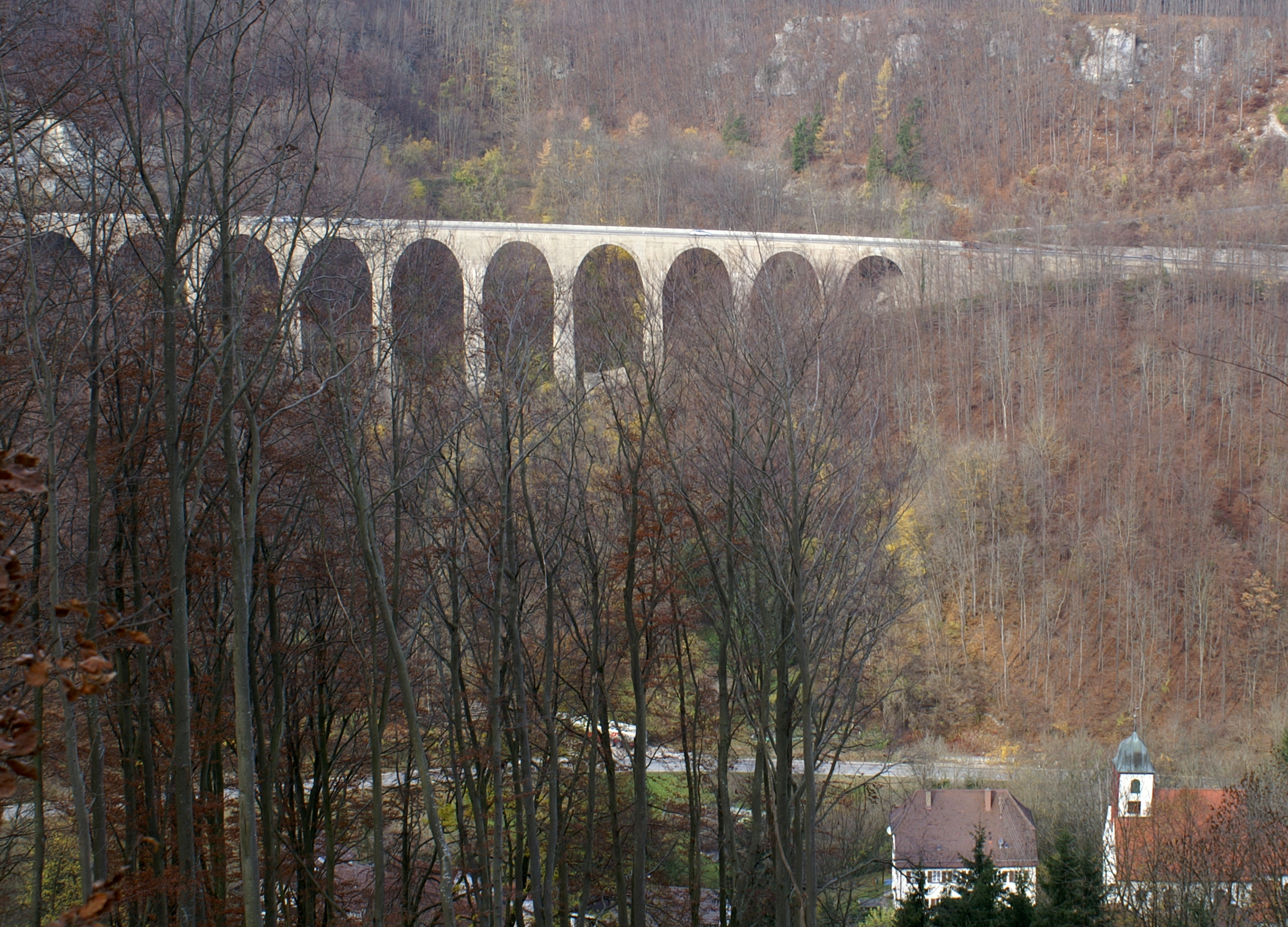
オーバードラッケンシュタインからウンタードラッケンシュタイン越しにA8号線のドラッケンシュタイナー・ハングを望む

### 交通
オーバードラッケンシュタインとウンタードラッケンシュタインの両集落を郡道が結んでいる。多くの郡道がこの町から近隣のゴスバッハ、ホーエンシュタット、メルクリンゲン、マハトルスハイムへ伸びている。この他に小さな町道がヴィーゼンシュタイクやガイスリンゲンのアウフハウゼン地区へ向かう。ゴスバッハからグロースマンスホーフを経てオーバードラッケンシュタインへ向かう旧道も通り抜ける道として利用されている。アウトバーン8号線（A8号線）は、ミュールハウゼン・インターチェンジまたはメルクリンゲン・インターチェンジを経由して 7 km から 8 km で到達できる。ホーエンシュタットの緊急出口はドラッケンシュタインからわずか 4 km の距離にある。A8号線のアルプアウフシュティークの新たな建設工事は2024年現在まだ計画承認の段階にある。E-ルート計画では、長さ約 2 km のトンネルで町を通過して、町のすぐ北の橋でゴスバッハタールを渡るとしている。これに対して自然保護連盟とドラッケンシュタイナー・ハング市民イニシアチブは、既存のアルプアプシュタイク沿いのルートとゴスタール北側のトンネルを用いてドラッケンシュタインの町を迂回するK-ルートを強く要望している。この区間の完成は2026年の予定である。
人口が少ないため、公共の均衡交通はあまり発達していない。バス路線35番デッギンゲン - ホーエンシュタット線がこの町を通っている。運行時間は、大部分がバート・ディッツェンバッハやデッギンゲンの学校の通学時間である。一部のバスは、バート・ディッツェンバッハやデッギンゲンで、ゲッピンゲン行きやガイスリンゲン行きのバスに接続する。夜や週末は専らルーフブス（デマンド型交通）を利用する。

### 教育
ドラッケンシュタインには、学校がない。ウンタードラッケンシュタインの教会や墓地の近くにあったかつての校舎は2016年に取り壊された。ドラッケンシュタインの子供たちは、バート・ディッツェンバッハの基礎課程学校。デッギンゲンの実科課程付き本課程学校または実科学校あるいはガイスリンゲンのギムナジウムで学ぶ。オーバードラッケンシュタインには2歳から6歳までの幼児のための幼稚園が1園ある。

### 企業
ドラッケンシュタインでは、現在も農業が主流である。この他にいくつかの小規模な企業が存在する。ホーエンシュタット寄りの町外れに採石場があり、建設会社と運送会社が併設されている。

### エネルギー
2020年に町内で、ヴィントパルク・ドラッケンシュタイン（ドラッケンシュタイン風力発電所）が稼働開始した。ここにはノルデックス N131/3300型の風力発電機があり、総出力は 16.5 MW である

## 関連図書
- Christoph Friedrich von Stälin, ed (1842). “Drackenstein”. Beschreibung des Oberamts Geislingen. Die Württembergischen Oberamtsbeschreibungen 1824–1886. Band 17. Stuttgart / Tübingen. pp. 189–193